# Oxyanthus
Oxyanthus är ett släkte av måreväxter. Oxyanthus ingår i familjen måreväxter.

## Dottertaxa tillOxyanthus, i alfabetisk ordning[1]
- Oxyanthus barensis
- Oxyanthus bremekampii
- Oxyanthus brevicaulis
- Oxyanthus dubius
- Oxyanthus formosus
- Oxyanthus goetzei
- Oxyanthus gracilis
- Oxyanthus haerdii
- Oxyanthus latifolius
- Oxyanthus laxiflorus
- Oxyanthus ledermannii
- Oxyanthus lepidus
- Oxyanthus letouzeyanus
- Oxyanthus mayumbensis
- Oxyanthus montanus
- Oxyanthus nangensis
- Oxyanthus okuensis
- Oxyanthus oliganthus
- Oxyanthus pallidus
- Oxyanthus pulcher
- Oxyanthus pyriformis
- Oxyanthus querimbensis
- Oxyanthus racemosus
- Oxyanthus robbrechtianus
- Oxyanthus schumannianus
- Oxyanthus setosus
- Oxyanthus smithii
- Oxyanthus speciosus
- Oxyanthus subpunctatus
- Oxyanthus troupinii
- Oxyanthus tubiflorus
- Oxyanthus ugandensis
- Oxyanthus unilocularis
- Oxyanthus zanguebaricus